# Seznam knih ze světa Warhammer
V češtině vydává knihy ze světa Warhammer nakladatelství Polaris. První knihou byla antologie Vlčí jezdci, která vyšla na začátku roku 1993. V roce 2000 vydal Polaris první dvě knihy ze série o Gotrekovi a Felixovi. O dva roky později vydává první knihu ze světa Warhammer 40.000 a začíná druhou sérii ze světa Warhammer o upírce Genevieve. Od tohoto roku také pravidelně vydává zhruba 6 knih ročně, rozdělené mezi světy Warhammer a Warhammer 40.000.
V závorce je uveden rok českého vydání. Kurzívou jsou označeny knihy, které zatím nevyšly, ale jsou v edičním plánu vydavatelství.

## Čas Legend

### Legenda o Sigmarovi
Autor: Graham McNeill
- Kladivonoš (2011)
- Říše (2012)
- Král a Bůh (2018)

### The Rise of Nagash (český název bude upřesněn)
Autor: Mike Lee
- Čaroděj Nagaš (2023)
- Nezlomený Nagaš (2024)
- Nesmrtelný Nagaš (2025)

## Černá srdce
Autor: Nathan Long
- Valnirova zhouba (2009)
- Zlomené kopí (2009)
- Otrávená krev (2010)

## Elfové
Autor: Graham McNeill
- Guardians of the Forest (česky dosud nevyšlo)
- Obránci Ulthuanu (2012)
- Synové Ellyrionu (2012)

## Gilead
Autoři: Dan Abnett a Nik Vincent
- Gileadova krev (2006)
- Gilead's Curse (česky dosud nevyšlo)

## Gotrek a Felix
Autor: William King
- Zabíječ trolů (2000)
- Zabíječ skavenů (2000)
- Zabíječ démonů (2001)
- Zabíječ draků (2001)
- Zabíječ bestií (2002)
- Zabíječ upírů (2002)
- Zabíječ obrů (2003)

Autor: Nathan Long
- Zabíječ orků (2007)
- Zabíječ lidí (2008)
- Zabíječ elfů (2009)
- Zabíječ šamanů (2010)
- Zabíječ zombií (2011)

Autor: Josh Reynolds
- Cesta lebek (2016)
- Hadí královna (2017)

Autor: Guymer David
- Město zatracených (2016)
- Kinslayer (česky dosud nevyšlo)
- Slayer (česky dosud nevyšlo)

### Samostatné povídky
- Dcera Rudé ruky (2006), obsaženo ve sbírce povídek Polaris: 2006 a Neopěvovaní hrdinové

### Antologie povídek
- Gotrek a Felix (2012), vybral: Christian Dunn
- Ztracené příběhy (2021), vybral: L. J. Goulding
- Neopěvovaní hrdinové (2022), jedná se o výběr 13 povídek ze světa Warhammeru sestavená nakladatelstvím Polaris, nejde o překlad žádné existující antologie v angličtině
- Myths and Legends (česky dosud nevyšlo)

## Malus Temná čepel
Autoři: Dan Abnett a Mike Lee
- Démonova kletba (2007)
- Krvavá bouře (2008)
- Žnec duší (2009)
- Meč Chaosu (2010)
- Pán zkázy (2011)
- Deathblade (česky dosud nevyšlo)

## Mathias Thulmann
Autor: C.L. Werner
- Lovec čarodějnic (2021)
- Hledač čarodějnic (2022)
- Zabíječ čarodějnic (2022)

## Otroci Temnoty
Autor: Gav Thorpe
- Spáry Chaosu (2004)
- Čepele Chaosu (2005)
- Srdce Chaosu (2005)

## Sága o Konradovi
Autor: David Ferring
- Konrad (2004)
- Plémě stínů (2004)
- Válečný břit (2005)

## Stefan Kumansky
Autor: Neil McIntosh
- Hvězda Erengradu (2006)
- Nákaza zla (2006)
- Strážci plamene (2007)

## Thanquol a Kostilam
Autor: C.L. Werner
Jedná se o spin-off série Gotrek a Felix.
- Šedý věštec (2012)
- Chrám hada (2016)
- Thanquolova zkáza (2017)

## Thunder and Steel
- Ulrikova kladiva (2002), autoři: Dan Abnett, Nik Vincent a James Wallis
- Gileadova krev (2006), autoři: Dan Abnett a Nik Vincent
- Jízda mrtvých (2005), autor: Dan Abnett

## Trpaslíci
- Nositel zášti (2006), autor: Gav Thorpe
- Křivopřísežník (2010), autor: Nick Kyme
- Strážce cti (2016), autor: Nick Kyme

## Tyrion a Teclis
Autor: William King
- Aenarionova krev (2019)
- Caledorův meč (2019)
- Malekithova zhouba (2020)

## Upírka Genevieve
Autor: Kim Newman (pod pseudonymem "Jack Yeovil")
- Drachenfels (2002)
- Genevieve Nemrtvá (2003)
- Bestie v sametu (2004)
- Stříbrné hřeby (2016)

## Upírka Ulrika
Autor: Nathan Long
Jedná se o spin-off série Gotrek a Felix.
- Z krve zrozená (2019)
- V krvi zakalená (2019)
- S krví spjatá (2021)

## Samostatné knihy
- Smrtící náklad (2008), autor: Dan Abnett

## Antologie
- Vlčí jezdci (1993)
- Říše Chaosu (2003)
- Rytíři cti (2008)